# Gomair
Gomair è una compagnia aerea charter con sede a Goma, nella Repubblica Democratica del Congo. Dal 2009 opera servizi passeggeri e cargo charter nazionali e internazionali.

## Flotta

### Flotta attuale
A dicembre 2022 la flotta di Gomair è così composta:

### Flotta storica
Gomair operava in precedenza con i seguenti aeromobili:
- 1 Antonov An-26
- 2 Boeing 727-200
- 1 Boeing 737-200
- 1 Let L 410

## Incidenti
- Il 9 novembre 2006, un Let L 410, marche 9Q-CBQ, subì un guasto a un motore dopo il decollo. Durante il tentativo di atterraggio di emergenza su una strada trafficata, l'aereo colpì diversi veicoli uccidendo una persona. Nessuno a bordo rimase ferito.[9]
- Il 20 dicembre 2018, un Antonov An-26, marche 9S-AGB, precipitò mentre era in rotta verso Kinshasa, a 37 chilometri della sua destinazione. I sette occupanti persero la vita.[10]